# Asplundia vaupesiana
Asplundia vaupesiana är en enhjärtbladig växtart som beskrevs av Gunnar Wilhelm Harling. Asplundia vaupesiana ingår i släktet Asplundia och familjen Cyclanthaceae. Inga underarter finns listade.